# Roberto Lepetit (1865)
Roberto Lepetit (Basilea, 2 giugno 1865 – Milano, 27 marzo 1928) è stato un imprenditore italiano.

## Biografia
Primogenito del francese Robert George, noto chimico, e di Climène Dollfuss, figlia di Jean Gaspard Dollfuss, laureato in ingegneria civile, discende di una dinastia imprenditoriale alsaziana che sin dalla metà del Settecento si è dedicata alla tintura delle stoffe.
Il padre era diventato famoso grazie alla scoperta del blu di anilina – una sostanza colorante molto diffusa nella tintura della seta, avvenuta nel 1860 nel laboratorio di analisi chimiche della zecca di Parigi, dove aveva assistito anche alla scoperta della fucsina ottenuta con il processo messo a punto dai colleghi Girard e de Laire. Si era in seguito trasferito a Londra e poi in Svizzera, a Basilea, dove, impiegato come chimico nella fabbrica del suocero Dollfuss, aveva perfezionato il processo produttivo del blu di anilina e del verde allo iodio, colorante premiato all'Esposizione universale di Parigi del 1867. Poco dopo la nascita del primogenito Roberto, nel 1865, Robert George Lepetit si era infine trasferito a Milano dove, nel gennaio del 1869, aveva aperto una "casa di commercio" di prodotti coloranti. L'anno successivo costituiva insieme al cognato Albert Dollfuss (1846-1909) la Società Lepetit & Dollfuss, con capitale sociale di 40.000 lire conferito in parti uguali. L'azienda, avviata per il commercio dei prodotti chimici e la rappresentanza delle prime imprese tedesche e svizzere produttrici di materie coloranti artificiali per la tintura e la stampa dei tessuti, si era successivamente ampliata con l'apertura dei primo stabilimento a Susa, nel Torinese (1872): qui erano avviati in proprio i processi per l'estrazione dei coloranti del legno di castagno - abbondante nei boschi locali - utilizzati per tingere le sete nere, allora di moda, che avevano nella vicina Lione il principale centro di produzione europeo. In quegli anni scrive, per l'editore Hoepli  – membro, come la famiglia Lepetit, della comunità protestante di Milano - il Manuale del Tintore pubblicato nel 1875, che inaugura la serie - ancora oggi in vita - dei manuali tecnici Hoepli.
Roberto trascorre i primi anni di vita tra Susa e Milano. Da qui, dopo aver frequentato la scuola fondata dalla comunità protestante, si trasferisce a Zurigo per iscriversi al Politecnico, dove consegue nel 1885 il diploma di chimico e nel 1887 la laurea con una tesi sui derivati della metilpiridina.
Dopo l'università torna per un anno a Susa e lavora nello stabilimento del padre, che lascia per intraprendere un viaggio di istruzione in Francia, Svizzera, Germania e Polonia. Visita quindi i principali poli europei della ricerca chimica applicata all'industria, e lavora come operaio in diverse tintorie allo scopo di acquisire una profonda conoscenza di tutte le applicazioni delle materie coloranti finché, nel 1891, è assunto dalla Bayer come chimico nel laboratorio scientifico di Elberfeld. Due anni dopo torna a Susa e vi rimane fino al 1898, quando inizia il trasferimento dell'attività in un impianto più grande costruito a Garessio.
Il ritorno in Italia coincide con un periodo in cui l'impresa di famiglia è al centro di importanti trasformazioni. Nel 1886 l'attività si è infatti estesa alla produzione – a quel tempo ancora inesistente in Italia, avviata su licenza francese - di acqua ossigenata, utilizzata nel processo di lavorazione del corallo e nella decolorazione delle paglie. A quello stesso anno risale anche l'avvio della produzione dell'estratto di tannino distillato, destinato alla concia delle pelli. Nel 1890 la società si trasforma in accomandita per azioni con un capitale sociale di 3.000.000 di lire, assumendo la nuova denominazione Lepetit Dollfuss e Gansser, in seguito all'ingresso del socio Augusto Gansser, un chimico di Basilea proveniente dalla Geigy, che dal 1873 ricopriva la carica di responsabile commerciale dell'impresa.
Le conoscenze e l'esperienza acquisita da Lepetit negli anni della sua permanenza all'estero consentono la riorganizzazione dell'attività produttiva in reparti specializzati che riflettono l’ampliamento della produzione a una gamma sempre più vasta di derivati dal legno di castagno, destinati a molteplici usi: concia delle pelli, tintura dei tessuti, produzione di inchiostri (commercializzati alla fine del secolo con il marchio Ancora). Il passaggio dalla fabbrica di Susa - ormai cresciuta fino a occupare 78 operai, 2 chimici e 1 ingegnere – al nuovo impianto di Garessio segna anche l'affermazione del nuovo indirizzo produttivo incentrato sulle sostanze concianti, rispetto alla fabbricazione dei coloranti. Tramontata la moda delle sete tinte in nero, la produzione di sostanze tintòrie di origine vegetale estratte dai legni esotici si era infatti progressivamente rivelata insostenibile, ostacolata dal regime fiscale sfavorevole e dalle difficoltà di importazione delle materie prime. La produzione di coloranti artificiali, d'altro canto, non era riuscita a decollare. Prima della fine del secolo, Lepetit brevetta alcuni processi per la fabbricazione di tinture all'anilina, che saranno però applicati nelle industrie tedesche.
La consapevolezza del persistente divario tra il contesto italiano, in cui istruzione scientifica, ricerca e sperimentazione accusano un grave ritardo, e le più progredite e mature realtà industriali d'oltralpe, porta Lepetit a impegnarsi in un'assidua opera di sensibilizzazione negli ambienti scientifici, per esempio nelle conferenze dall'eloquente titolo "Si potrebbero produrre coloranti artificiali in Italia", tenute alla fine del 1915 e all'inizio dell'anno successivo ai soci della Sezione di Milano della Società Chimica Italiana e dell’Associazione Chimica Industriale di Torino.
Più che alla produzione di coloranti e estratti tannici, la fama di Lepetit è tuttavia legata alle ricerche nell'ambito della chimica farmaceutica, grazie alle quali nel 1923 conseguirà la libera docenza in chimica generale all'Università di Pavia. Il primo risultato rilevante ottenuto dal chimico imprenditore in questo ambito risale alla scoperta dell'almateina, un antisettico derivato dal legno di quebracho, avvenuta nel 1903. L'evento segna la data di nascita del reparto farmaceutico dell'impresa, e coincide con l'ingresso ufficiale di Lepetit e del fratello Emilio nell'azienda in qualità di soci. Segue, nel 1905, la scoperta della nevralteina, antinfluenzale di sintesi iscritto tra i primi medicinali della farmacopea ufficiale italiana, brevettato in tutto il mondo e ottenuto con un procedimento sfruttato da altre industrie farmaceutiche per rendere meno tossici i farmaci indicati per la terapia della sifilide.
Nel 1907, alla morte del padre, Lepetit e il fratello Emilio assumono la direzione dell'impresa: sul primo ricade la responsabilità totale della produzione industriale e del laboratorio di ricerca, mentre il secondogenito, laureato in scienze sociali a Firenze, si occupa della gestione delle attività commerciali, realizzando la prima espansione dell'impresa oltre i confini nazionali con la creazione di una consociata in Argentina. In questi anni vengono inoltre consolidate alleanze con le principali imprese italiane del settore: con la Dufour viene costituita nel 1909 la Società Anonima Dufour Lepetit per la vendita degli estratti tannici (nel 1918 sarà brevettato il sistema per la concia rapida Dufour-Lepetit; la società sarà poi ceduta nel 1928 alla Lepetit); mentre con la ditta Prada viene fondata nel 1910 la Diamalteria Italiana.
Allo scoppio della prima guerra mondiale lo stabilimento di Garessio è dichiarato ausiliario. Nel 1915 l'impresa diventa Società Anonima Ledoga (LEpetit-DOllfuss-GAnsser), con capitale sociale di 3.500.000 lire. Per fronteggiare l'aumento della domanda delle sostanze necessarie per la lavorazione delle pelli - nel 1910 Lepetit aveva depositato il brevetto per la concia-tintura delle pelli in grigioverde – e per compensare la mancanza di prodotti chimici tedeschi d'importazione dovuta alla chiusura delle frontiere con la Germania, vengono acquistati due nuovi impianti, a Darfo e a Oneglia, rimpiazzato in seguito, nel 1926, da uno stabilimento costruito ad Albenga.
Nel 1919 muore il fratello Emilio, allora presidente dell'Associazione Industriali di prodotti chimici e farmaceutici. Il figlio Roberto, non ancora ventenne, garantisce la continuità lasciando gli studi classici per affiancare lo zio nella direzione dell'impresa. Con i proventi realizzati negli anni della guerra, all'inizio degli anni Venti la Ledoga avvia a Milano la costruzione della nuova sede con palazzine e uffici. Nel corso degli anni Venti l'attività produttiva registra un'intensa crescita. Il laboratorio farmaceutico, in origine costituito da Lepetit come un piccolo reparto all'interno della fabbrica di Garessio, ha moltiplicato nel tempo le proprie funzioni fino a che, giunto a scadenza il contratto cinquantennale con la Geigy (1928), è diventato un'entità autonoma dalla società madre: il passaggio è sancito con la nascita della Società Anonima Lepetit, nel 1929.
La morte, avvenuta a Milano nella primavera del 1928, impedisce a Lepetit di vedere la realizzazione del progetto e gli sviluppi successivi dell'attività di ricerca e produzione industriale svolta dall'impresa farmaceutica guidata dal nipote Roberto.